# Taotao
Taotao (яп. タオタオ絵本館 Тао Тао Эхонкан) — аниме-сериал, совместно японо-китайского производства, выпущенный студиями Mushi Production и Studio Cosmos. Транслировался по телеканалу TV Osaka с 7 октября 1983 года по 30 марта 1984 года, второй сезон аниме выходил с 9 октября 1984 года по 9 апреля 1985 года. Незадолго до сериала в 1981 году был выпущен полнометражный мультфильм. Сериал транслировался на территории Франции, Италии и Нидерландах.

## Сюжет
Сюжет разворачивается вокруг медвежонка панды, который живёт в китайском лесу. Вместе со своими друзьями: обезьянкой Кики, зайчонком Пу и белкой Пуру он выслушивает самые разнообразные рассказы мамы, от детских сказок до поучительных историй.

## Роли озвучивали
- Синобу Отакэ — ТаоТао
- Кэйко Хан — Кики
- Фуюми Сирайси — Чунь Ли
- Хисао Дадзай — Директор
- Тиэко Байсё — Мэй Ли
- Макио Иноэ — Дзёдзи
- Такао Ямада — Линь Линь
- Таэко Наканиси — Мать ТаоТао
- Мари Окамото — Анна
- Дзёдзи Янами — Премьер-министр
- Миёко Асо — Мать Кики
- Исаму Танонака — Чунь Чунь
- Тамио Оки — Шторм

## Влияние
В 2003 году финская музыкальная группа Guava выпустила сингл, посвященный мультфильму Taotao.